# 曾丽圆
曾丽圆，中华人民共和国政治人物、全国脱贫攻坚先进个人。

## 生平
曾丽圆任蛟河市漂河镇青背村第一书记，吉林市环境应急管理中心工程师，吉林省驻村第一书记协会会长。因在脱贫攻坚战中作出突出贡献，2021年2月25日全国脱贫攻坚总结表彰大会上，曾丽圆被授予“全国脱贫攻坚先进个人”。